# سوشی‌یا

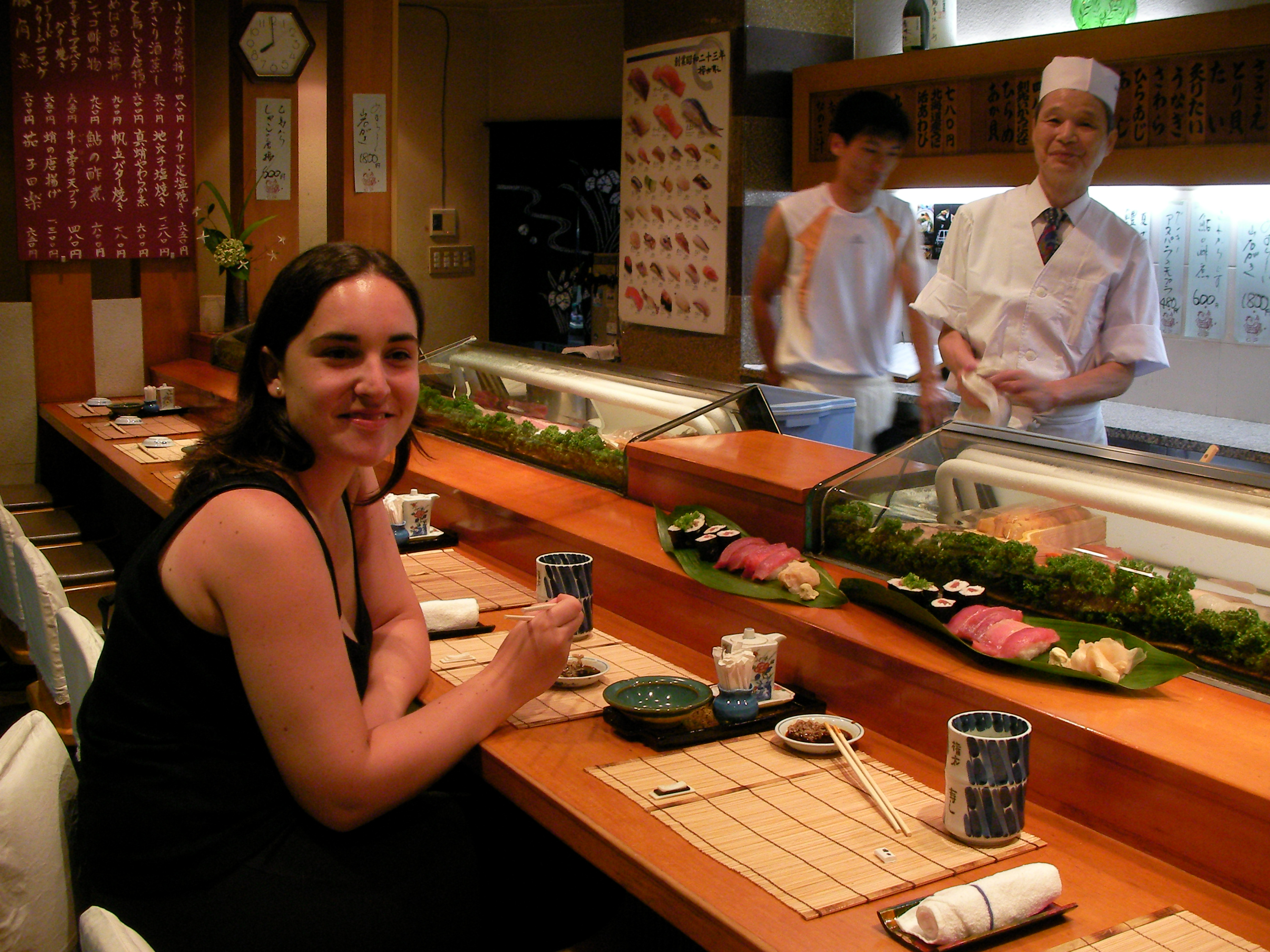
سوشی‌یا

سوشی‌یا (به ژاپنی: 寿司屋 すしや、すし屋 sushiya) یا سوشی‌تن رستورانی یا مکانی است که سوشی در آن تهیه و به مشتری عرضه می‌شود. به این نوع رستوران‌ها در خارج از ژاپن سوشی بار نیز گفته می‌شود. بار در این عبارت به کانتر سوشی اشاره دارد و به معنی محل نوشیدن الکل نیست و ورود به این نوع رستوران مناسب تمام سنین است.

## تاریخچه
در کتاب کونجاکو مونوگاتای شو به سوشی‌یا اشاره شده‌است و این نشاندهندهٔ اینست که در اواخر دوره هی‌آن  (۷۹۴ تا ۱۱۸۵ میلادی) در کیوتو چنین غذاخوری‌هایی وجود داشته‌است.

## انواع سوشی‌یا
- در شکل کلاسیک سوشی‌یا بین آشپز سوشی و مشتری یک کانتر قرار دارد و مواد در داخل یخچال شیشه‌ای قرار دارد که مابین مشتری و آشپز است. آشپز در جلوی چشم مشتری و پس از دریافت سفارش، سوشی را درست می‌کند. فرق آن با دیگر رستوران‌هایی که سوشی در آن تهیه می‌شود اینست که آشپز آن متخصص سوشی است و از مرغوب‌ترین ماهی‌ها و مواد غذایی برای تهیهٔ آن استفاده می‌کند.
- کایتن سوشی سوشی بر روی یک تسمه نقاله قرار می‌گیرد و می چرخد مشتری سوشی مورد نظر خود را از روی تسمه نقاله انتخاب کرده و بر می‌دارد.
- سوشی یای سفارشی که پس از سفارش از مشتری به محل مورد سفارش سوشی برده می‌شود.[۱]
- سوشی بار  نامی است که رستوران‌های سوشی در کشورهای انگلیسی زبان به آن خوانده می‌شوند.[۲] بار در این عبارت به معنای عرض دراز است و به کانتر سوشی اشاره دارد. بار در اینجا به معنی محل نوشیدن الکل نیست و ورود به این نوع رستوران مناسب تمام سنین است.[۳]

## سوشی‌یا در کتاب راهنمای میشلن
در نوامبر سال ۲۰۰۷ برای اولین بار کتاب راهنمای میشلن که به بررسی کیفیت غذاهای شهرها و کشورهای مختلف می‌پردازد، کتاب رستوران‌های توکیو را منتشر کرد. به انتخاب کتاب راهنمای میشلن دو رستوران مخصوص سوشی در توکیو دارای چنان مزه‌های فوق‌العاده‌ای هستند که چشیدن مزهٔ آن ارزش رفتن تا توکیو را دارد. این دو رستوران عبارتند از:
رستوران سوکیاباشی جیرو (すきやばし次郎 sukiyabashi jiro) در منطقهٔ چوئو، گینزا و رستوران سوشی میزوتانی (鮨 水谷 Sushi mizutani) در گینزا

## یادگیری فن
از سال ۱۹۵۸ میلای سیستم یادگیری تجربی آشپزی از بین رفت و سیستم داشتن مدرک حرفه‌ای جایگزین آن شد. در سیستم جدید از طرف وزارت بهداشت به متقاضیان شغل آشپزی بعد از موفق شدن در امتحان، مدرک رسمی آشپزی داده می‌شود. هر چند در حال حاضر نیز اشتغال به این حرفه برای کسانی که دارای مدرک نیستند، جرم محسوب نمی‌شود.
برای یادگیری فن سوشی خواندن، دیدن، و شنیدن کافی نیست و مانند مراسم چای ژاپنی و هنر گل‌آرایی ژاپنی رسیدن به استادی در فن با کارآموزی و تمرین عملی حاصل می‌شود. بطورکلی در رستوران‌های درجه یک سوشی مراحل کارآزمایی به شرح زیر در نظر گرفته می‌شود.
- سال اول تا دوم، شستن ظرف‌ها، نظافت و تحویل سفارش‌ها خارج از رستوران به مشتریان
- سال دوم تا سوم، باز کردن و پاک کردن ماهی‌ها و صدف‌ها
- سال سوم تا چهارم، کارآموزی در قسمت عقب آشپزخانه درست کردن تاماگویاکی (املت تخم مرغ) یا ترشی زنجبیل و همچنین پخت انواع موادی که به عنوان ماده غذایی در سوشی بکار می‌روند.
- سال چهارم تا پنجم، ایستادن در قسمت کانتر در جلوی مشتری و درست کردن نوری‌ماکی و ماکی‌زوشی
- سال پنجم تا هفتم، مهارت پیدا کردن در هر فنی که با درست کردن سوشی در ارتباط است. مطالعهٔ روش ارتباط برقرار کردن با مشتریان همچنین یادگیری روش تشخیص ماهی مرغوب از غیرمرغوب.
- سال هفتم تا دهم، در مقام یک استاد، آموزش به کارآموزان تازه‌واردتر و همچنین یادگیری شیوه خرید و مدیریت رستوران سوشی
- از سال دهم شخص می‌تواند یا به عنوان یک مدیر رستوران سوشی یا یک آشپز ماهر به این حرفه بپردازد.[۹]